# Sombacour
Sombacour – miejscowość i gmina we Francji, w regionie Burgundia-Franche-Comté, w departamencie Doubs.
Według danych na rok 1990 gminę zamieszkiwały 514 osoby, a gęstość zaludnienia wynosiła 27 osób/km² (wśród 1786 gmin Franche-Comté Sombacour plasuje się na 306. miejscu pod względem liczby ludności, natomiast pod względem powierzchni na miejscu 126.).